# 茂山雅司
茂山 雅司は、群馬県桐生市出身の武術家。陸軍戸山学校出身。実戦刀法（実戦斬り）抜刀道変応自在流宗家であり、宮本武蔵円明流判官派高橋華王伝第十五代宗家。現在世界武道連合会長を務める。その他、日本兵法太閤木葉流、軍刀術戸山流居合道、護身術、全日本刀道連盟、剣道小太刀道、柔術柔道の師範でもある。実践斬りの腕は武道家の間で高い評価を得ている。いわゆる真剣白刃取りが可能な人物とされる。

## 関連人物
- 高橋華王 - 茂山の兄弟子。東京理科大学経営学部前教授
- 白石安男 - 弟子の一人。実戦刀法真剣斬りを直伝授した。東京理科大学経営学部現教授